# 吉安后河
后河是中华人民共和国江西省吉安市中心城区的一条内河，曾是禾河的河道。它南起禾河，最終注入赣江，全長24公里（一說全长17.5公里）。

## 歷史
清朝時有一條发源于天华山西麓焦岗岭的一条河流，名叫习溪水，习溪水最終流入赣江。因為其地處赣江西岸，所以俗称后河。后来由于禾河洪水暴发，禾河经习溪水故道流入赣江，成为赣江的一条支流。后河上陆续重修、新修了迴龙桥、太平桥、铁佛桥、半苏桥、王家桥、小桥、盐桥、南湖桥、习溪桥9座桥梁。1980-90年代，后河两岸是养猪场、砖瓦厂和一些其他企业，後河也變得黑臭。2002年、2011年及2020年，吉安市當局分三个阶段开展后河水系综合治理。後來吉安市當局又在後河開發旅遊項目。2022年6月下旬，名為后河·梦回庐陵（后河·梦回庐陵景区、后河景区）的旅遊項目建成，7月1日正式運營。游客可以坐船夜遊5.5公里河段的后河。